# 胡宗宪故居
胡宗宪故居（少保府）位于安徽省绩溪县瀛洲镇龙川村中心。
明代平定倭寇的兵部尚书胡宗宪的故居建筑已在文革中部分被毁。2002年，由个人投资修复。2005年，公布为绩溪县文物保护单位。。现为胡宗宪抗倭纪念馆。